# Oculus Quest
Meta Quest (ранее Oculus Quest) — это шлем виртуальной реальности, созданный Meta Quest. Устройство полностью автономное, работающее на базе чипа Qualcomm Snapdragon 835, а также имеет два контролера с шестью степенями свободы (6DoF). Цена на релизе составила 399$ за версию на 64 ГБ, и 499$ за 128 ГБ.

## История
На Oculus Connect 3 в 2016, руководитель Facebook Inc Марк Цукерберг объявил что Oculus работает над автономным шлемом виртуальной реальности на базе Oculus Rift S под кодовым названием Санта-Круз
В следующем году на Oculus Connect 4, компания Oculus сообщила, что планирует начать рассылать наборы средств разработки (SDK) уже в 2018 году. Также были представлены и сопутствующие контроллеры, которые будут аналогичны Touch контроллерам Oculus Rift
В 2018, на Oculus Connect 5 была объявлена стоимость устройства в размере 399$, а также было дано название Oculus Quest. На Facebook F8 2019 было заявлено, что официальный запуск Oculus Quest состоится 21 мая, 2019
25 сентября 2019 года на Oculus Connect 6 было представлено проводное решение для подключения к компьютеру для Oculus Quest, которое получило название Oculus Link. На этой же презентации было объявлено, что в начале 2020 года выйдет бесплатное обновление, которое позволит управлять устройством с помощью рук, а также для разработчиков будет предоставлено SDK, которое позволит интегрировать новую систему отслеживания в приложения
10 декабря 2019 года, Oculus начала постепенное распространение 12 версии прошивки для Oculus Quest, где стала доступна бета-версия отслеживания движений рук пользователя с помощью камер. Отслеживание рук работало только в главном меню и собственных приложениях компании Oculus, однако уже 23 декабря 2019 года, было выпущено SDK для разработчиков, которое позволило добавить отслеживание рук в сторонние приложения
16 сентября 2020 года на Facebook Connect (Бывший Oculus Connect) был представлен преемник Oculus Quest 2. Новый шлем обладает чипом Qualcomm Snapdragon XR2 и 6 ГБ оперативной памяти. Вес устройства стал меньше на 10%, а вместо двух OLED экранов теперь используется один LСD с приблизительным разрешением 2K на один глаз
1 июня 2023 представлен Meta Quest 3, получивший улучшенные характеристики и цветные камеры для AR/MR режима.

## Характеристики устройства
Oculus Quest имеет схожий с Oculus Go дизайн, при этом обладая более мощным графическим чипом Qualcomm Snapdragon 835 и системой активного охлаждения. Шлем имеет массу 571 г, в сравнение, масса оригинального Oculus Rift — 470 г. Батарея рассчитана примерно на 2—3 часа.

### Oculus Insight
Oculus Quest обладает схожей с Oculus Rift S системой отслеживания положения шлема, имеющей название Oculus Insight. Она использует  4 широкоугольных камеры, расположенных по углам шлема, чтобы визуально ориентироваться в помещении, в котором находится пользователь.

### Контроллеры
Oculus Quest использует контроллеры второго поколения, как и Oculus Rift S. Они снабжены новой системой наружного отслеживания движений. Отслеживающие кольца в новых контроллерах были перемещены вперёд контроллера, в то время как у старых контроллеров Oculus Touch кольца находятся сзади. Новое расположение контроллеров помогает лучше отслеживать движения камерам, которые расположены на шлеме.